# Lanthanomyia soonae
Lanthanomyia soonae är en stekelart som beskrevs av Heydon 2005. Lanthanomyia soonae ingår i släktet Lanthanomyia och familjen puppglanssteklar. Inga underarter finns listade i Catalogue of Life.